# Presidenti della Provincia di Bari
Elenco dei presidenti dell'amministrazione provinciale di Bari.

## Regno d'Italia (1861-1946)

### Presidenti del Consiglio provinciale (1861-1926)
- Francesco Paolo Martinelli (1862-1863)
- Lorenzo Festa Campanile (1863-1864)
- Francesco Paolo Martinelli (1864-1865)
- Giuseppe Beltrani (1865-1866)
- Luigi Troysi (1866-1867)
- Giulio Frisari (1867-1875)
- Giuseppe Beltrani (1875-1876)
- Giulio Frisari (1876-1885)
- Ottavio Serena (1886-1889)
- Michele Mirenghi (1889-1891)
- Nicola Balenzano (1891-1916 ?)

### Presidenti della Deputazione provinciale (1889-1926)
| Nº | Nº | Ritratto | Nome                | Mandato | Mandato | Partito |
| Nº | Nº | Ritratto | Nome                | Inizio  | Fine    | Partito |
| -- | -- | -------- | ------------------- | ------- | ------- | ------- |
| 1  |    |          | Francesco Lattanzio | 1889    | 1899    | ?       |
| 2  |    |          | Francesco Angiulli  | 1899    | 1908    | ?       |
| 3  |    |          | Giuseppe Mallardi   | 1908    | ?       | ?       |

## Italia repubblicana (dal 1946)

### Presidenti della Provincia (dal 1951)

#### Eletti dal Consiglio provinciale (1951-1995)
| Nº   | Nº              | Ritratto | Nome                | Mandato          | Mandato          | Partito                     | Elezioni                |
| Nº   | Nº              | Ritratto | Nome                | Inizio           | Fine             | Partito                     | Elezioni                |
| ---- | --------------- | -------- | ------------------- | ---------------- | ---------------- | --------------------------- | ----------------------- |
|      |                 |          | Vitantonio Lozupone | 12 dicembre 1960 | 7 novembre 1962  | Democrazia Cristiana        | 1960                    |
|      |                 |          | Matteo Fantasia     | 7 novembre 1962  | 1965             | Democrazia Cristiana        | 1960                    |
| 1965 | 7 dicembre 1970 | 1964     | Matteo Fantasia     |                  |                  | Democrazia Cristiana        |                         |
|      |                 |          | Giovanni Palumbo    | 7 dicembre 1970  | 20 novembre 1975 | Democrazia Cristiana        | 1970                    |
|      |                 |          | Pietro Mezzapesa    | 20 novembre 1975 | 17 ottobre 1976  | Democrazia Cristiana        | 1975                    |
|      |                 |          | Gianvito Mastroleo  | 17 ottobre 1976  | 1980             | Partito Socialista Italiano | 1975                    |
| 1980 | 16 aprile 1982  | 1980     | Gianvito Mastroleo  |                  |                  | Partito Socialista Italiano |                         |
|      |                 | 1980     |                     | Maria Miccolis   | 16 aprile 1982   | 29 ottobre 1984             | Democrazia Cristiana    |
|      |                 |          | ?                   | 29 ottobre 1984  | 4 ottobre 1985   | Commissario prefettizio     | Commissario prefettizio |
|      |                 |          | Giuseppe Casone     | 4 ottobre 1985   | 18 giugno 1987   | Democrazia Cristiana        | 1985                    |
|      |                 |          | Giovanni Copertino  | 26 luglio 1987   | 10 agosto 1990   | Democrazia Cristiana        | 1985                    |
|      |                 |          | Domenico Ricchiuti  | 10 agosto 1990   | 7 maggio 1995    | Democrazia Cristiana        | 1990                    |

#### Eletti direttamente dai cittadini (1995-2014)
| Nº | Nº | Ritratto | Nome                 | Mandato        | Mandato        | Partito                         | Elezioni |
| Nº | Nº | Ritratto | Nome                 | Inizio         | Fine           | Partito                         | Elezioni |
| -- | -- | -------- | -------------------- | -------------- | -------------- | ------------------------------- | -------- |
|    |    |          | Francesco Sorrentino | 7 maggio 1995  | 6 luglio 1999  | Forza Italia                    | 1995     |
|    |    |          | Marcello Vernola     | 6 luglio 1999  | 12 giugno 2004 | Partito Popolare Italiano       | 1999     |
|    |    |          | Vincenzo Divella     | 12 giugno 2004 | 7 giugno 2009  | Indipendente di centro-sinistra | 2004     |
|    |    |          | Francesco Schittulli | 8 giugno 2009  | 9 giugno 2014  | Indipendente di centro-destra   | 2009     |